# Андре Прево
Андре Прево (фр. André Prévost) је француски тенисер на преласку из 19. у 20. век.
На Летњим олимпијским играма 1900. у Паризу Прево учествује на два турнира појединачно и мушким паровима. На појединачном такмичењу изгубио је у првом колу од Енглеза Артура Нориса са 2:0 (6:4, 6:4). У такмичењу мушких парова, у пару са својим земљаком Жоржом ла Шапелом освојио је бронзану медаљу.
Заједно са њим на Олимпијским играма такмичила се и његова супруга Елен Прево.
Андре Прево је учествовао и на Ролан Гаросу 1900. где је у финалу појединачног првенства изгубио против Пола Ејмеа у 3 сета.